# Jan Jachymek
Jan Jachymek (ur. 20 września 1939 w Zaporzu) – polski historyk i polityk. 

## Życiorys
Urodził się w rodzinie drobnych rolników: Wojciecha Jachymka i Anieli z Mamełów. W latach 1946–1953 uczęszczał do Szkoły Powszechnej w Radecznicy, a po jej ukończeniu – do Liceum Ogólnokształcącego w Wysokiem, powiat Krasnystaw.
W latach 1957–1962 studiował historię na Wydziale Humanistycznym Uniwersytetu Marii Curie-Skłodowskiej w Lublinie, uzyskując magisterium na podstawie pracy Cukrownia Klemensów (1894–1914), której promotorem był Tadeusz Mencel. By sprostać finansowym wymaganiom studiowania i utrzymać się przy życiu pracował jako robotnik fizyczny w cegielni Wólka Panieńska koło Zamościa, w Państwowym Gospodarstwie Rolnym w Sahryniu koło Hrubieszowa oraz Cukrowni Klemensów.
Pracę zawodową rozpoczął w sierpniu 1962 w Prezydium Wojewódzkiej Rady Narodowej, po czym w październiku 1963 przeszedł do WK ZSL. Pod koniec czerwca 1969 został wybrany sekretarzem Miejskiego Komitetu ZSL w Lublinie.
W 1974 obronił pracę doktorską w Instytucie Historii Polskiej Akademii Nauk w Warszawie na podstawie rozprawy Oblicze polityczne wsi lubelskiej (1930–1939), której promotorką była Maria Turlejska.
W tymże roku przeszedł do pracy naukowo-dydaktycznej w Studium Nauk Politycznych UMCS, finalizując w 1982 przewód habilitacyjny w oparciu o rozprawę Myśl polityczna Polskiego Stronnictwa Ludowego „Wyzwolenie” (1918–1931). W 1983 powołany na stanowisko docenta. Organizator i kierownik Zakładu Myśli Politycznej XIX i XX wieku. W latach 1984–1990 wicedyrektor Międzyuczelnianego Instytutu Nauk Politycznych UMCS, w latach 1990–1992 dyrektor, zaś w latach 1992–1993 dyrektor Instytutu Nauk Politycznych UMCS.
W 1993 organizator i pierwszy dziekan Wydziału Politologii UMCS, wybrany na drugą kadencję (1996–1999). W 1994 twórca i pierwszy redaktor sekcji K – Politologia – Annales UMCS (do 1999).
W 1990 uzyskał tytuł profesora, a w 1994 został powołany na stanowisko profesora zwyczajnego. W latach 1994–1997 był ekspertem w Zespole Nauk Społecznych Ministra Edukacji Narodowej.
Członek Polskiego Towarzystwa Historycznego, Lubelskiego Towarzystwa Naukowego i Komisji Politologii i Stosunków Międzynarodowych Polskiej Akademii Nauk.

## Dorobek naukowy
Autor, współautor i redaktor 18 książek, m.in.: Oblicze społeczno-polityczne wsi lubelskiej 1930–1939, Ruch ludowy na Zamojszczyźnie, Myśl polityczna PSL Wyzwolenie (1918–1931), Szkice z dziejów polskiej myśli politycznej, Rola posła i senatora w II Rzeczypospolitej, Polskie Stronnictwo Ludowe Lewica 1913–1924, Neoagraryzm i trzecia droga. Przebudowa i walka o nową Polskę, Cukrownia Klemensów 1894–1914, Religia i Kościół rzymskokatolicki w polskiej myśli politycznej 1919–1993, Sojusznicy i przeciwnicy ruchu ludowego, Więcej niż niepodległość: Polska myśl polityczna 1918–1939, More than Independence: Polish political thought 1918–1939.
Na dorobek naukowy i dydaktyczny składają się, oprócz 18 pozycji książkowych – w tym 1 w języku angielskim:
- 90 artykułów i rozpraw, publikowanych w kraju i za granicą, zarówno w pismach naukowych jak i wydawnictwach zbiorowych (książkowych)
- 19 recenzji prac naukowych
- 21 prac popularnonaukowych
- 29 publikowanych tekstów rozmów, wywiadów i udziału w dyskusjach redakcyjnych
- 9 opinii przy nominacjach profesorskich
- 6 opinii w przewodach habilitacyjnych
- 19 opinii w przewodach doktorskich
- ponad 300 wypromowanych magistrów
- 46 wypromowanych licencjatów

## Działalność polityczna
Drugą, obok nauki, sferą działalności było zaangażowanie w działalność ruchu ludowego.
W czasie studiów wstąpił w szeregi Zjednoczonego Stronnictwa Ludowego, działając aktywnie w Komisji Historycznej Wojewódzkiego Komitetu ZSL. W latach 1980–1988 członek Głównej Komisji Rewizyjnej ZSL, od 1988 członek Naczelnego Komitetu ZSL. W latach 1983–1984 przewodniczący Społecznej Rady Redakcyjnej miesięcznika ruchu ludowego „Wieś Współczesna”. W 1988 członek Państwowej Komisji Wyborczej (wybory samorządowe). Członek Rady Naukowej Zakładu Historii Ruchu Ludowego, w latach 1988–1989 jego dyrektor. Od 1992 członek Kolegium Redakcyjnego „Roczników Dziejów Ruchu Ludowego”. Od lutego do kwietnia 1989 członek Zespołu Reform Politycznych Okrągłego Stołu. Jako reprezentant strony rządowo-koalicyjnej był uczestnikiem obrad Okrągłego Stołu w zespole ds reform politycznych. Kandydował w wyborach parlamentarnych w 1989.
Od września 1989 do maja 1990 członek PSL Odrodzenie, w latach 1990–1993 – PSL. W 1992 był członkiem założycielem Ludowego Towarzystwa Naukowo-Kulturalnego, członkiem Zarządu Głównego, a od 2002 – członkiem Prezydium ZG LTNK.

## Nagrody, odznaczenia, wyróżnienia
Nagrody: Nagroda Ministra – 1976, 1981, 1983, 1997, 2002.
Srebrny Krzyż Zasługi (1970), Złoty Krzyż Zasługi; Krzyż Kawalerski (1980) i Oficerski (1988) Orderu Odrodzenia Polski; Medal Komisji Edukacji Narodowej (1985); Medal 40-lecia Polski Ludowej (1984); Medal „Za zasługi dla Ruchu Ludowego” im. Wincentego Witosa; Medal – Amicis UMCS; Zasłużony dla Miasta Lublina (srebrna odznaka – 1976, złota odznaka – 1982); Odznaka 1000-lecia Państwa Polskiego (1963); Honorowa Odznaka – Za zasługi dla Lubelszczyzny (1978); Odznaka – Za zasługi dla województwa zamojskiego (1985); Medal 60-lecia Batalionów Chłopskich.